# Microcriodes sikkimensis
Microcriodes sikkimensis är en skalbaggsart som beskrevs av Stefan von Breuning 1943. Microcriodes sikkimensis ingår i släktet Microcriodes och familjen långhorningar. Inga underarter finns listade i Catalogue of Life.